# ماغي: فتاة الشوارع
«ماجي؛ فتاة الشوارع» أو كما تعرف (بالإنجليزية: Maggie: A Girl of the Streets)‏ هي رواية أدبية كتبت عام 1893 بقلم الكاتب الأمريكي ستيفن كرين (1871-1900). وتتركز القصة على الشابة ماغي، وهي فتاة شابة من حي باوري الفقير في نيويورك تجد نفسها وسط ظروف قاسية بسبب الفقر والعزلة. اعتبر العمل فاضحًا من قبل الناشرين؛ بسبب واقعيته الأدبية ومواضيعه القوية غير المُشار إليها من قبل. قام كرين (حيث كان بعمر 22 سنة وقتها) بتمويل نشر الكتاب بنفسه، ومع هذا حملت الطبعة الأصلية عام 1893 اسمًا مستعارًا هو جونستون سميث.
بعد نجاح رواية شارة حمراء عام 1895، تم إعادة إصدار رواية ماغي مرة أخرى في عام 1896، ولكن مع تغييرات كبيرة، وإعادة كتابة العديد من المقاطع. أتبع كرين هذه الرواية برواية أخرى اسمها «أم غودوين».